# Bor (nádraží)
Bor je železniční stanice v severní části města Bor v okrese Tachov v Plzeňském kraji nedaleko Výrovského potoka. Leží na jednokolejných neelektrizovaných tratích Domažlice – Planá u Mariánských Lázní a Svojšín–Bor. Dále se ve městě nachází železniční zastávka Bor zastávka.

## Historie
Stanice byla otevřena 20. září 1903 v rámci trati společnosti Místní dráha Svojšín-Bor vedené ze Svojšína, kudy od roku 1872 vedla trať společnosti Dráhy císaře Františka Josefa (KFJB) spojující Vídeň, České Budějovice a Cheb. 1. srpna 1910 zprovoznila společnost Místní dráha Domažlice-Tachov železniční spojení Tachova přes Bor s Domažlicemi podél bavorské hranice, napojující se též na existující železnici Planá-Tachov v obci Pasečnice.
Provoz na obou tratích zajišťovaly od zahájení Císařsko-královské státní dráhy (kkStB), po roce 1918 Československé státní dráhy (ČSD), místní dráhy byly zestátněny roku 1925.

## Popis
Nachází se zde tři jednostranná nekrytá nástupiště, k příchodu na nástupiště slouží přechody přes koleje.